# 캐나디안 케이퍼

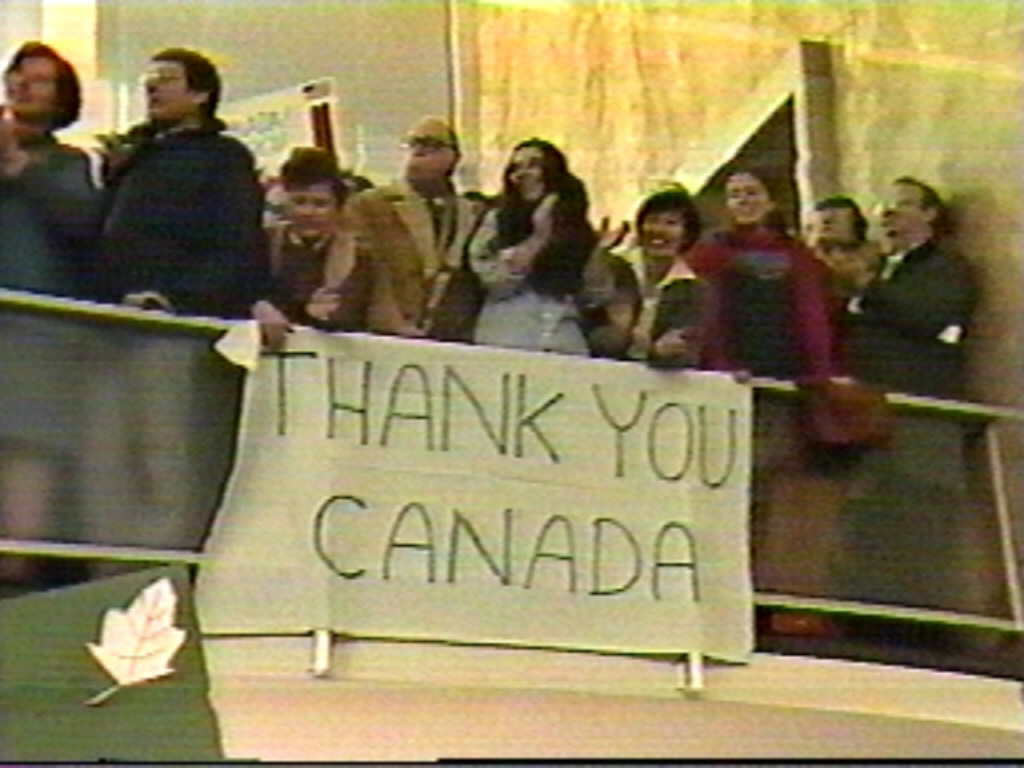
무사히 돌아온 인질들을 도와준 캐나다에 대한 고마움을 표하는 미국 국민들.

캐나디안 케이퍼(영어: Canadian Caper)는 1979년 11월 4일에 발생한 주 이란 미국 대사관 인질 사건 당시 인질이 되지 않고 캐나다 대사 관저에 피한 6명의 미국인 외교관을 구출하기 위해 행해진 캐나다 정부와 CIA에 의한 공동 극비 작전을 가리키는 통칭이다.

## 캐나다 대사관에 피난
1979년, 격해지는 반미 시위 가운데 이란 시위대가 주 이란 미국 대사관 벽을 넘어 침입해 왔을 때, 이들은 대사관과는 다른 건물에 있던 영사부에서 일하고 있었다. 맨 처음으로 영국 대사관에 도보로 향하도록 지시를 받은 두 외교관 그룹이 테헤란으로 탈출했다. 첫번째 그룹은 앤더스와 대사관 직원이 아닌 다른 2명의 미국인이었고, 그 중 한 명은 현지 대사관 직원의 안내로 출국 비자를 가지고 이란에서 비행기로 탈출에 성공했다. 두번째 그룹은 총영사 리처드 모어필드의 그룹이었지만, 이들은 대사관으로 빙 둘러 향하는 길을 택해 이동하던 도중 발각되어 붙잡혔다. 앤더스의 그룹은 영국 대사관에 접근했지만 시위를 하기 위해 집결한 거대한 군중을 발견하곤 그룹을 근처에 있던 자신의 집으로 안내했다. 그들은 그 후 6일동안 태국인 요리사 Somchai "Sam" Sriweawnetr 도움하에 영국 거주 구역에서 하룻밤을 보내기도 하며 집에서 집으로 이동하며 도피생활을 시작했다. 3일 후 바자르간 정권이 교체되자 그들은 이 상황이 금방 끝나지 않을 것이라는 것을 깨달았다. 대책을 궁리한 앤더스는 오랜 친구 캐나다인 외교관 존 셔다운에게 연락하게 되고 그들은 곧바로 호의적인 초대를 받았다. 11월 10일, 5명이 셔다운의 집에 도착하여 대사 켄 테일러의 환영을 받았다. 스태퍼드 부부는 캐나다 대사 관저로 이동했지만, 다른 3명은 셔다운의 집에 머물렀다. 2주 후, 농무부에서 파견했던 리 셔츠가 마지막으로 대사 관저에 도착하게 된다. 그는 처음엔 스웨덴 대사관으로 피신 한 후 스웨덴 영사 Cecilia Lithander의 아파트로 이동해 있었다. 그렇게 6명은 그 후 79일간 숨어있게 되었다. 캐나다 대사 켄 테일러와 캐나다인 외교관 존 셔다운이 위험을 무릅쓰고 그들을 숨겨준 덕에 구출 작전의 단초가 열렸다. 기록상에는 다른 2개의 "우방"이 지원했다고 되어 있으며, 비어있는 외교관용 주거지가 몇 주에 걸쳐 피난처로 사용되었다.

## 탈출 작전 준비

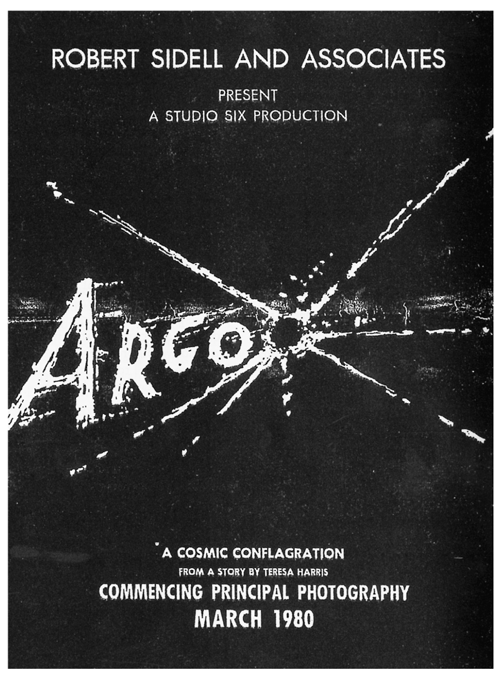
아르고(Argo) 포스터

테일러 대사는 캐나다 외무 장관 맥도널드와 클라크 총리에 지원을 요청하고 그들은 미국인들을 모두 도울 것을 표명했다. 그들은 6명의 미국인에게 캐나다 여권을 주고 국제선 항공편에 의해 미국으로 비밀리에 탈출 시키기로 결정했다. 작전 수행을 위해 캐나다 치외법권 지역에 있던 미국인 외교관들에게 캐나다 여권을 발급하게 해주는 추밀원령이 내려졌다. 그 여권에는 CIA에 의해 위조된 이란 비자가 첨부되어 있으며, 후에 탈출을 위해 사용되게 되었다.
CIA는 위장 · 탈출 공작 담당자였던 토니 멘데스의 협력을 얻어 체류 이유, 서류, 적절한 복장, 변장 공구를 제공했다. 멘데스는 오타와의 캐나다 정부 관계자와 긴밀히 협력했고 그들은 캐나다의 택배를 이용하여 여권과 기타 지원 물자를 캐나다 대사관에 전달하게 했다. 멘데스는 구출 작전을 지원하는 요원 한 명과 함께 테헤란에 도착하였고, 다양한 시나리오, 다른 여권도 준비되어 있었지만 마지막으로 선택된 위장 시나리오는 6명을 로케이션 헌팅을 위해 이란에 온 할리우드 영화 관계자로 위장하는 것이었다. 그 시나리오 중에는 가짜로 만들어진 '아르고'(Argo)라는 영화도 포함되어 있었다. 또한 할리우드의 유명 메이크업 아티스트인 존 챔버스의 지원을 받아 실제로 운영되는 사무실도 설립되었다. 영화의 각본은 "신들의 사회"라는 SF 소설을 원작으로 한 것이었다. 그들은 로스앤젤레스에 있는 "Studio Six"에 전화가 오면 응대하는 역할을 맡았다. 할리우드에는 Studio Six의 이름으로 광고가 배치되고 또한 관련 기사가 게재된 신문이 위장에 대한 설득력을 실어주었다.
작전 중에 비자 날짜에 오류가 있는 것이 발견되었다. 비자를 준비한 담당자가 이란의 새해가 3월 말에 시작하는 것을 주의하지 않은 것이 원인이었다. 캐나다 대사관 요원이 실수를 지적했고 여분의 여권을 이용하여 멘데스는 이란 달력에 근거한 새로운 비자를 위조 할 수 있었다. 일주일이 지나는 동안 외교관들은 책을 읽거나 게임을 하며 시간을 보냈다. 또한 테일러 대사는 공항의 출입국 관리를 속이기 위해 그들이 출국하는 이유를 날조하였다.

## 탈출
1980년 1월 27일, 캐나다 여권을 가진 미국인 외교관들은 테헤란의 메헤라바도 공항에서 스위스 취리히행 비행기에 탑승, 안전히 귀환 할 수 있었다. 같은 날 캐나다 대사관도 폐쇄되고 테일러 대사와 남아 있던 직원도 캐나다에 귀국했다.
구출 된 미국인 외교관은 다음과 같다.
- Robert Anders, 54 – Consular Officer
- Mark J. Lijek, 29 – Consular Officer
- Cora A. Lijek, 25 – Consular Assistant
- Henry L. Schatz, 31 – Agricultural Attaché
- Joseph D. Stafford, 29 – Consular Officer
- Kathleen F. Stafford, 28 – Consular Assistant

## 이후
캐나다의 구출에 대한 노력, 특히 테일러 대사의 협력은 많은 미국인들이 캐나다에 대해 감사의 뜻을 표명하게 되었다. 캐나다 국기가 고마움의 표시로 미국 전체에 걸렸고, 테일러 대사, 셔다운, 퍼트리샤, 제나는 대사관 요원이었던 메리 캐서린 오플래허티, 로저 루시, 래버나 돌리모어와 함께 민간인에게 주어지는 두 번째 고위 훈장을 받았다. 제나는 가이아나 태생의 영국 신민이었기 때문에 본래 훈장을 받을 자격이 없었지만, 맥도널드 외상의 개입에 의해 의례적인 형태로 수상 자격을 얻었다. 테일러 대사는 또한 이 작전에 끼친 공헌을 고려하여 의회 명예 황금 훈장을 수여받았다.

## 대중매체
2012년 해당 작전을 다룬 영화 《아르고》가 공개되었다.